# Ozirhincus millefolii
Ozirhincus millefolii är en tvåvingeart som först beskrevs av Wachtl 1884.  Ozirhincus millefolii ingår i släktet Ozirhincus och familjen gallmyggor.
Artens utbredningsområde är New York. Inga underarter finns listade i Catalogue of Life.